# 乌溪江
乌溪江，流经中华人民共和国福建省和浙江省的一条河流，是衢江右岸支流。源流称大溪，发源于福建浦城县忠信镇坑尾村委会马迹自然村西南的仙霞岭大福罗峰东麓东坡，蜿蜒向东北流，过刺山头进入浙江省境内，流经龙泉市西北部（此段也称住溪），于遂昌县王村口镇转北流，经湖南镇水库和黄坛口水库，于衢州市东郊，过乌溪江大桥后汇入衢江。河长159.9千米，流域面积2577.3平方千米，年均径流量29.4亿立方米。